# 윈도우 이미징 포맷
윈도우 이미징 포맷(Windows Imaging Format, WIM)은 파일 기반 디스크 이미지 포맷이다. 마이크로소프트가 윈도우 비스타 및 차기 버전의 윈도우 운영 체제 계열 및 윈도우 구형 PC를 위한 펀더멘털의 배치를 지원할 목적으로 개발하였다.

## 설계
다른 디스크 이미지 포맷들처럼 WIM 파일에는 여러 파일들의 집합과 관련 파일 시스템 메타데이터를 담고 있다. 그러나 섹터 기반 포맷(ISO나 VHD)과는 달리 WIM은 파일 기반이다: WIM의 필수 정보 단위는 파일이다.
파일 기반의 주된 이점은 하드웨어 독립성 및 파일 시스템 트리에서 여러 번 참조되는 파일의 싱글 인스턴스 스토리지이다. 파일들이 하나의 WIM 파일에 저장되어 있으므로, 여러 개의 수많은 파일들을 열고 닫는 부하가 줄어든다.
로컬 디스크에 위치한 수많은 수천 개의 개개의 파일들을 읽고 쓰는 비용은 데이터의 순차 읽기 및 쓰기와 더불어 하드웨어 및 소프트웨어 기반의 디스크 캐시에 의해 무효화된다.
WIM 파일들은 여러 개의 디스크 이미지들을 담을 수 있으며, 이 이미지들은 수치적 색인을 통해서나 고유 이름을 통해 참조할 수 있다. 싱글 인스턴스 스토리지를 사용하므로 각각의 연결된 디스크 이미지가 WIM 파일에 추가된 이전 이미지들과 공통점이 있을수록 새로운 데이터가 덜 추가되는 방식이다. WIM은 .swm 확장자를 지니는 여러 부분으로 분리할 수 있다.
WIM 이미지들은 부팅이 가능하도록 만들 수 있다. 윈도우 부트 로더는 WIM 파일 안에서 윈도우를 부팅하는 것을 지원한다. 윈도우 비스타 이후의 윈도우 설치 DVD는 이러한 WIM 파일들을 사용한다. 이 경우 BOOT.WIM은 부팅 가능한 버전의 윈도우 PE를 포함하게 되며, 이 안에서 설치가 수행된다. 다른 설치 파일들은 INSTALL.WIM에 보관되어 있다.

## 도구

### ImageX
ImageX는 윈도우 이미징 포맷으로 마이크로소프트 윈도우 디스크 이미지를 생성, 편집, 배치하는데 사용하는 명령 줄 도구이다. 무료 WAIK(윈도우 자동화 설치 킷)의 일부로 배포된다. 윈도우 설치는 WAIK API를 사용하여 윈도우를 설치한다.
ImageX의 최초의 분산형 프로토타입은 빌드 6.0.4007.0 (main.030212-2037)이다. 마이크로소프트 OEM 파트너들이 이미징 기술을 실험할 수 있게 하며, 롱혼(Longhorn) 알파 프로토타입과 동시에 개발되었다. 마일스톤 4가 롱혼 프로젝트에 처음 도입되었으며 롱혼의 차기 빌드들에 사용되었다. 빌드 6.0.5384.4는 이전 버전 대비 상당한 이점이 있었는데, 여기에는 읽기 전용 및 읽기/쓰기 폴더 마운트 기능, 여러 개의 이미지 파일로 분할 (SWM), WIM 필터 드라이버, 최신 LZX 압축 알고리즘을 포함한다. RC 이전의 윈도우 비스타 이후로 사용되고 있다.

### DISM
DISM(Deployment Image Service and Management) 도구는 윈도우 7 및 윈도우 서버 2008 R2에 도입된 도구의 하나로, 윈도우 설치 이미지에 서비스 작업을 수행할 수 있고, WIM 파일이나 폴더 내에 온라인(사용자가 실행 중) 이미지나 오프라인 이미지로 변경이 가능하다. 기능에는 이미지 마운트/언마운트, 오프라인 이미지에 설치된 장치 드라이버 조회, 장치 드라이버를 오프라인 이미지에 추가가 포함된다. 현재 윈도우 설치 CD나 윈도우 업데이트를 사용하는 어떠한 이미지라도 DISM을 이용하면 복구가 가능하다.
윈도우 서버 2012, 윈도우 8 이전에 DISM은 ImageX 기능의 대부분을 도입하였지만 전부 도입된 것은 아니다: ImageX는 여전히 이미지 캡처 시에 필요하다. 그러나 DISM은 윈도우 8에서 ImageX를 deprecate 처리하였다.

## 같이 보기
- 윈도우 투 고